# Solanum polyadenium
Solanum polyadenium är en potatisväxtart som beskrevs av Jesse More Greenman. Solanum polyadenium ingår i släktet skattor som ingår i familjen potatisväxter. Inga underarter finns listade i Catalogue of Life.